# هرادتشانی (ناحیه نیمبورک)
هرادتشانی (به چکی: Hradčany) یک منطقهٔ مسکونی در جمهوری چک است که در ناحیه نیمبورک واقع شده‌است.